# وجنلی
وجنلی (به لاتین: Vejnəli) یک منطقهٔ مسکونی در جمهوری آرتساخ است که در استان کاشاتاق واقع شده‌است.